# Gynandrobrotica stevensi
Gynandrobrotica stevensi es una especie de insecto coleóptero de la familia Chrysomelidae. Fue descrita científicamente en 1886 por Baly.